# Boyeux-Saint-Jérôme
Boyeux-Saint-Jérôme ist eine französische Gemeinde mit 362 Einwohnern (Stand 1. Januar 2022) im Département Ain in der Region Auvergne-Rhône-Alpes. Sie gehört zum Kanton Pont-d’Ain und zum Arrondissement Nantua.

## Geographie
Boyeux-Saint-Jérôme liegt auf 537 m, etwa zwölf Kilometer nordöstlich der Stadt Ambérieu-en-Bugey (Luftlinie) im südlichen französischen Jura-Gebirge etwa in der Mitte zwischen Lyon und Genf.
Die Fläche des 16,94 km² großen Gemeindegebiets umfasst einen stark reliefierten Abschnitt des südlichen französischen Juras. Es wird durch die Bachläufe Marlieux und Riez zum Fluss Ain nach Westen hin entwässert. Im Norden fällt das Gebiet steil ab zur Fouge, entlang der die nördliche Gemeindegrenze verläuft.
Die Gemeinde ist ein Zusammenschluss mehrerer Weiler:
- Boyeux (540 m) auf einer Hochfläche zwischen den tief eingeschnittenen Tälern der beiden Bäche Marlieux und Riez
- Saint-Jérôme (350 m) in einem Talkessel am Riez
- Châtillon-de-Cornelle (560 m) im nördlichen Teil der Gemeinde auf einer zwischen mehreren Bergkuppen eingetieften Talmulde an der Verbindungsstraße zwischen Jujurieux und Saint-Martin-du-Frêne
- Cornelle (430 m) unterhalb einer dieser Bergkuppen
- Poncieux (538 m) auf einer weiteren Hochfläche westlich des Marlieux.

Nachbargemeinden von Boyeux-Saint-Jérôme sind Mérignat und Cerdon im Norden, Corlier im Osten, Nivollet-Montgriffon im Süden sowie L’Abergement-de-Varey und Jujurieux im Westen.

## Geschichte
Die Geschichte der einzelnen Weiler reicht bis weit ins Mittelalter zurück. Boyeux wird 1031 erstmals urkundlich erwähnt, und Saint-Jérôme 1169 als Sanctus Jeronimus. Châtillon-de-Cornelle gehörte im 12. Jahrhundert zu den Besitztümern des Hauses Coligny und seine Höhenburg wurde 1327 als Castrum de Castellione in Cornella in den Archiven geführt. Noch im 13. Jahrhundert gingen die Ortschaften an das Haus La Tour-du-Pin, gehörten dann von 1337 bis 1375 zur Herrschaft der Thoire-Villars und kamen schließlich unter die Oberhoheit der Grafen von Savoyen. Poncieux, im 14. Jahrhundert als Ponciu erwähnt, gehörte ebenfalls zu Châtillon-de-Cornelle, seine Pfarrkirche unterstand derjenigen von Jujurieux. Mit dem Vertrag von Lyon gelangte das gesamte  Bugey im Jahre 1601 an Frankreich. Der heutige Doppelname der Gemeinde entstand 1879, als Boyeux zum Hauptort aufstieg, die Pfarrei aber in Saint-Jérôme verblieb.

## Bevölkerung
| Jahr                       | 1962 | 1968 | 1975 | 1982 | 1990 | 1999 | 2006 | 2012 | 2020 |
| Einwohner                  | 271  | 225  | 212  | 254  | 241  | 277  | 305  | 358  | 351  |
| Quellen: Cassini und INSEE |      |      |      |      |      |      |      |      |      |

Mit 362 Einwohnern (Stand 1. Januar 2022) gehört Boyeux-Saint-Jérôme zu den kleinen Gemeinden des Départements Ain. Nachdem die Einwohnerzahl während des 20. Jahrhunderts sehr stark abgenommen hatte (1901 wurden noch 759 Personen gezählt), wurde seit Beginn der 1990er Jahre wieder eine leichte Bevölkerungszunahme verzeichnet.

## Sehenswürdigkeiten
Die Kirche in Saint-Jérôme, deren Bau im 13. Jahrhundert begann, hat einen Kirchraum mit Kreuzrippengewölbe und ein Eingangsportal im Renaissance-Stil.
Als einziges Bauwerk der Burg von Châtillon-de-Cornelle ist ihre Kapelle erhalten. Sie stammt aus dem 16. Jahrhundert und weist eine reiche Ausstattung mit Figuren und dekorierten Säulen auf.

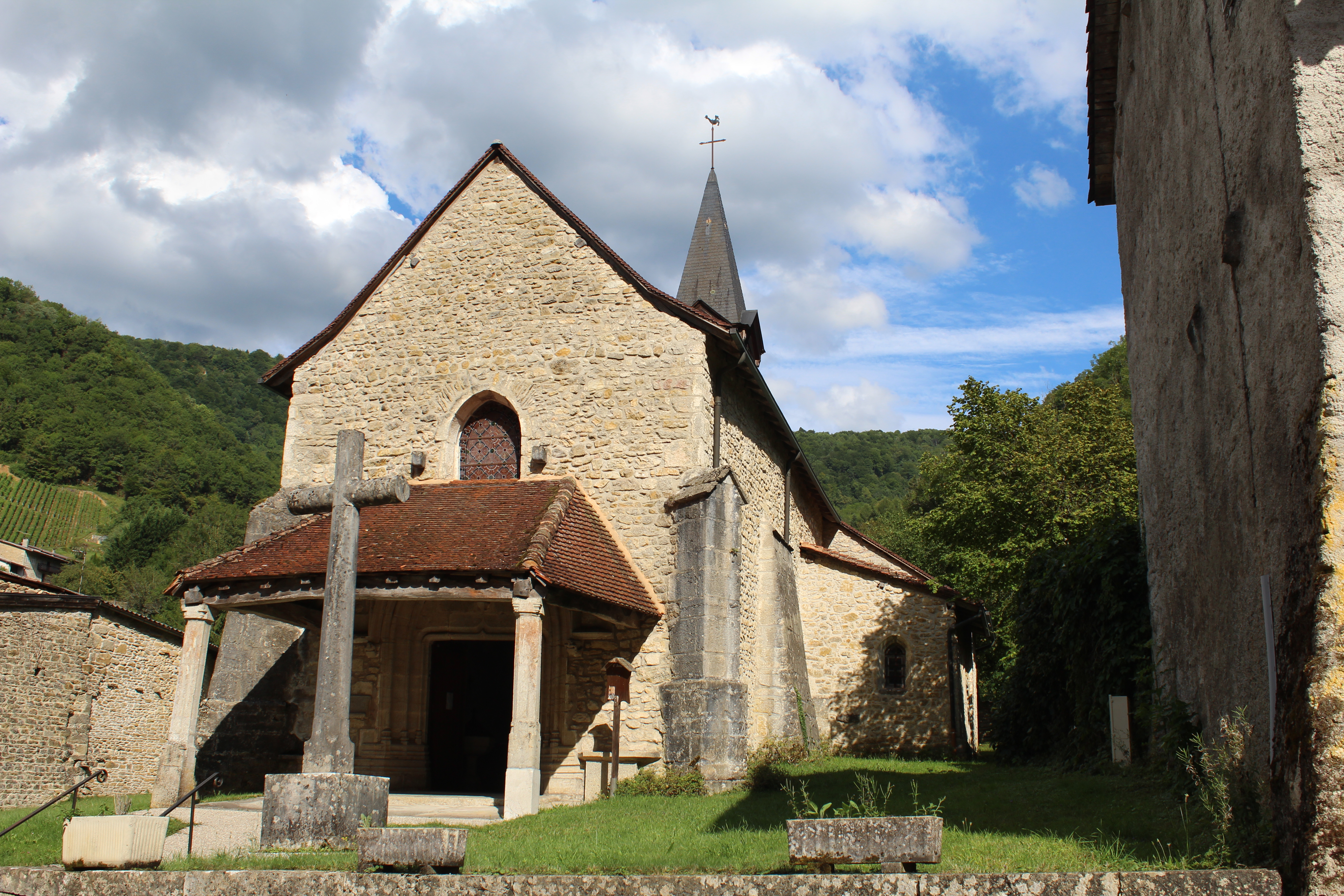
Kirche Saint-Jérôme
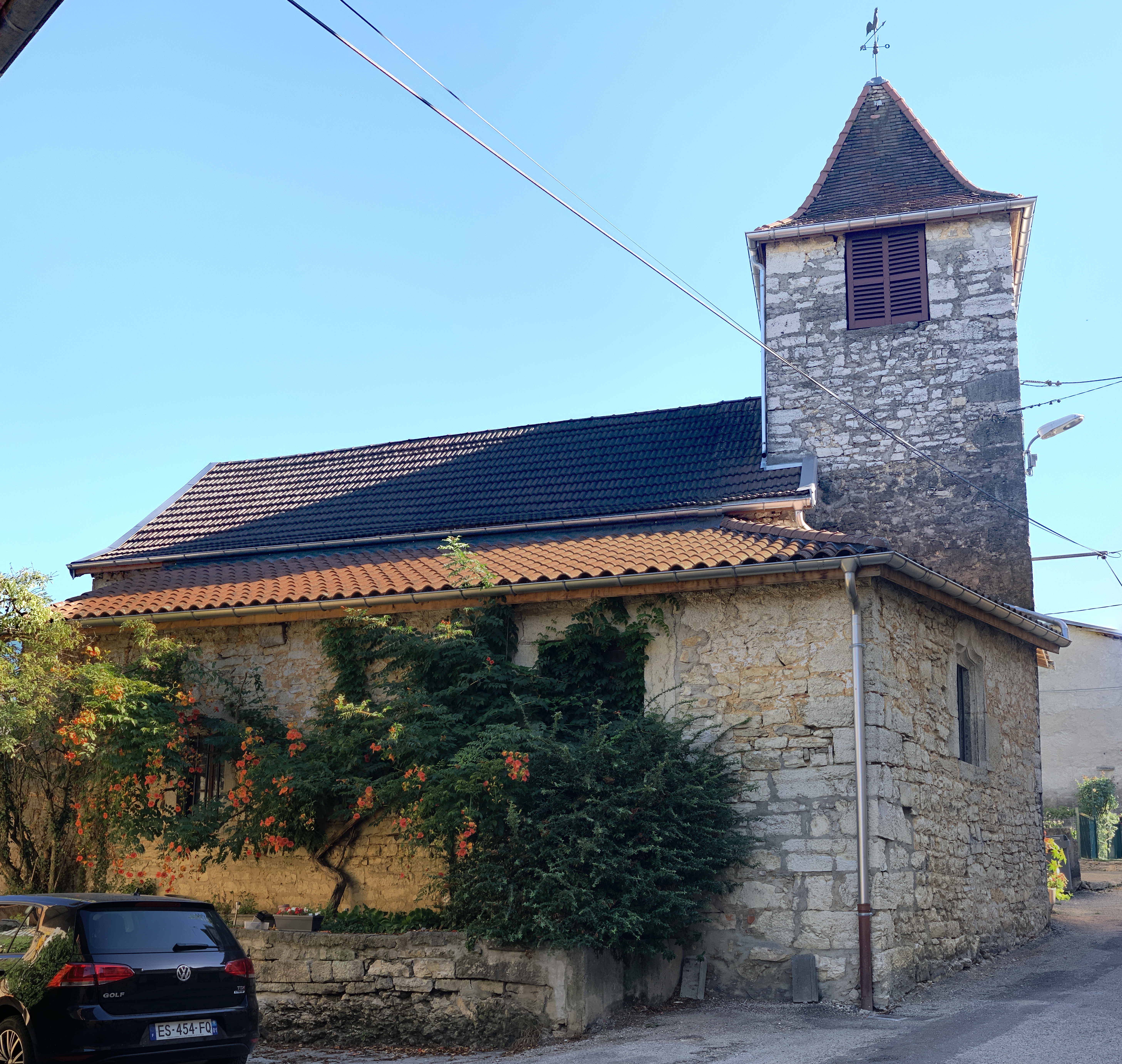
Kirche Saint-Bonnet
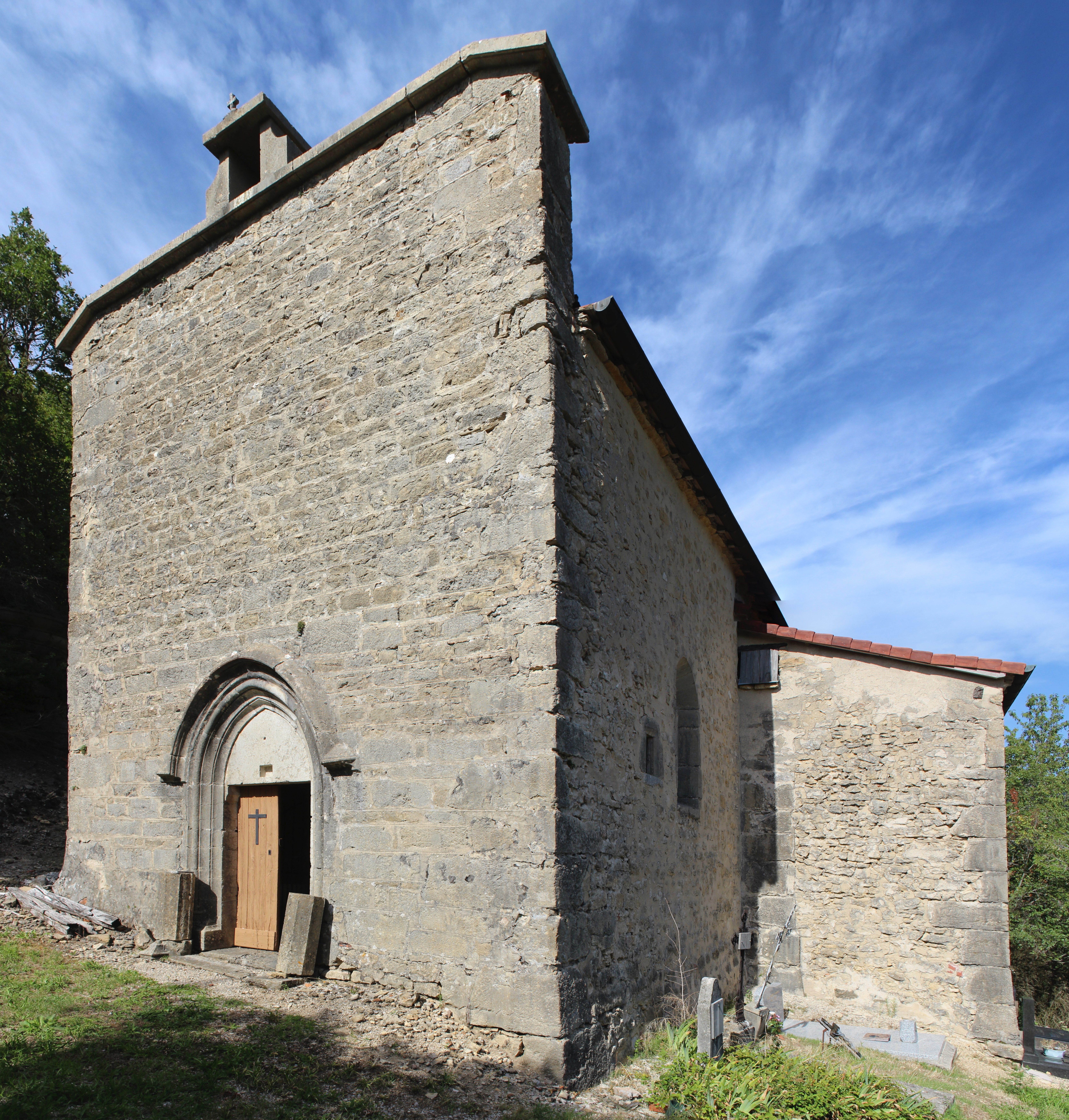
Kapelle am Châtillon-de-Cornelle
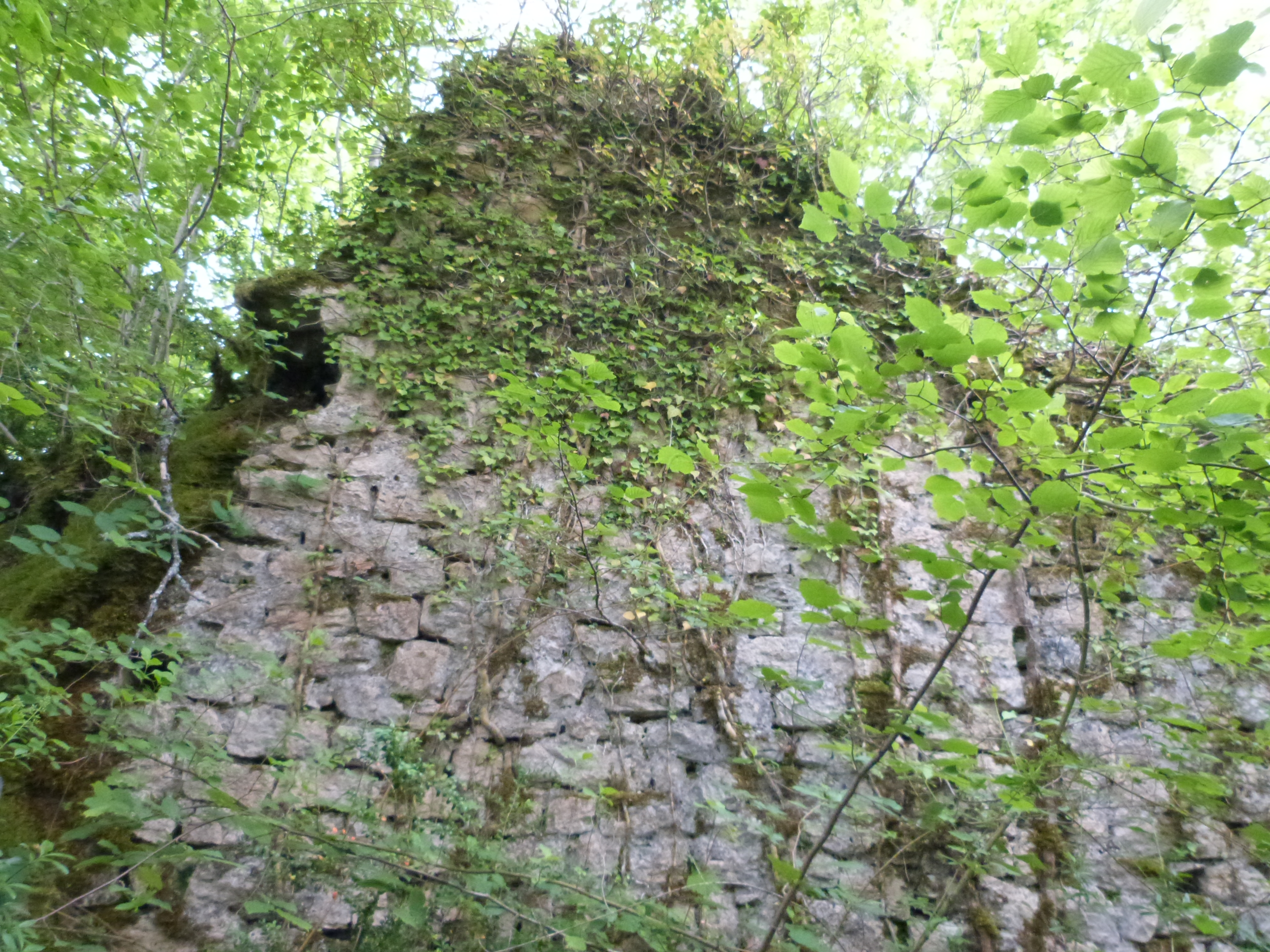
Ruinen des Châtillon-de-Cornelle
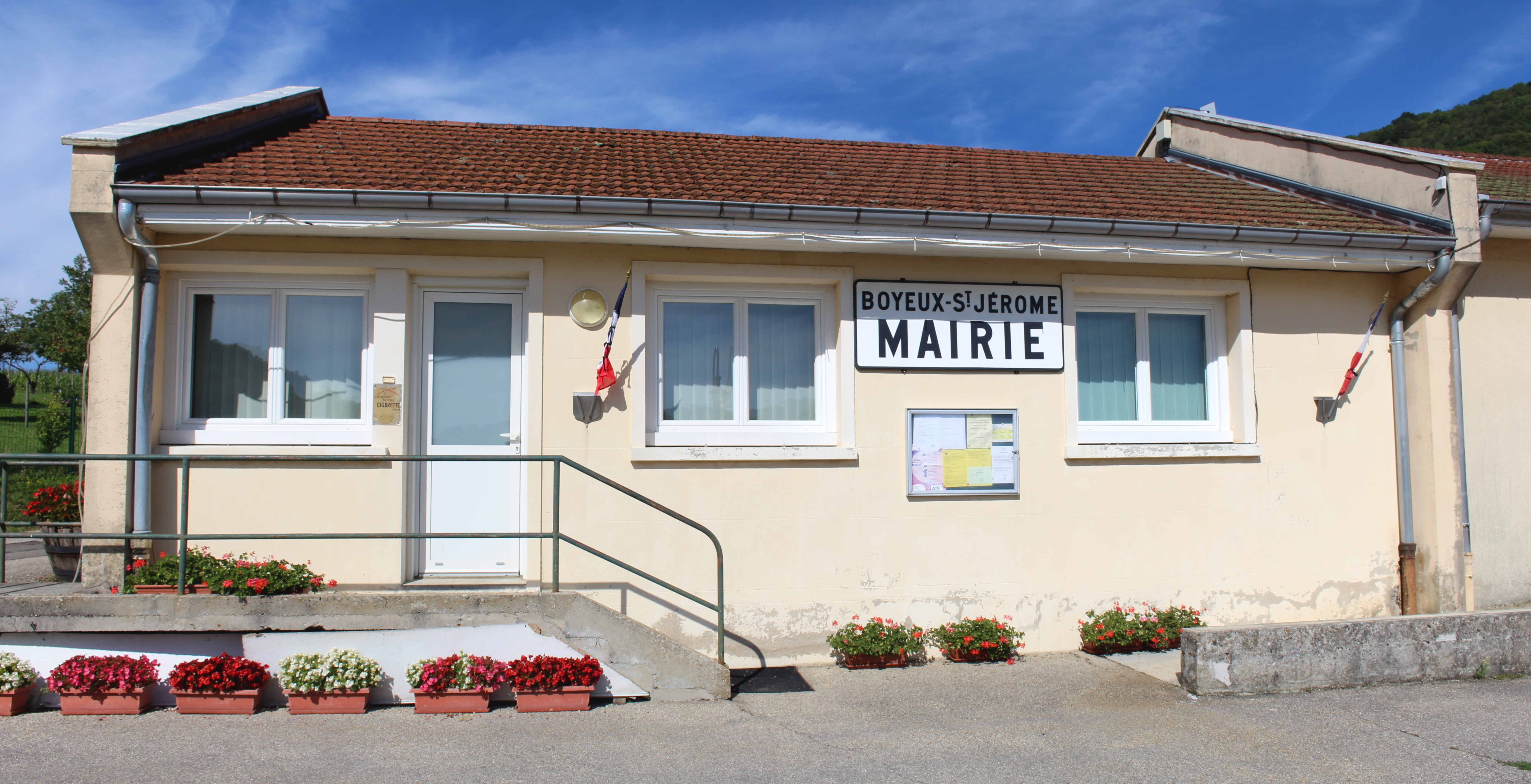
Mairie (Rathaus)
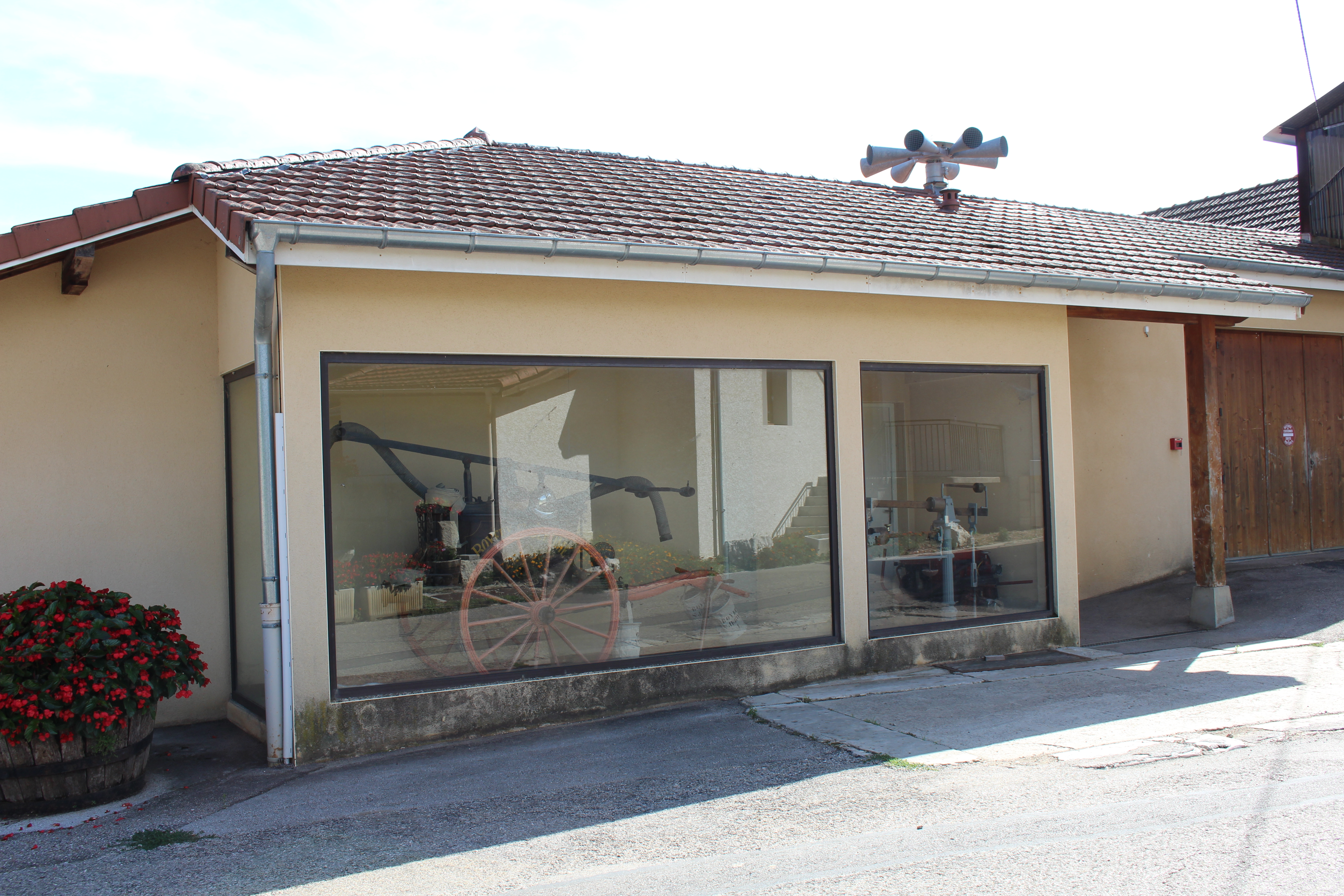
Ehemalige öffentliche Waage
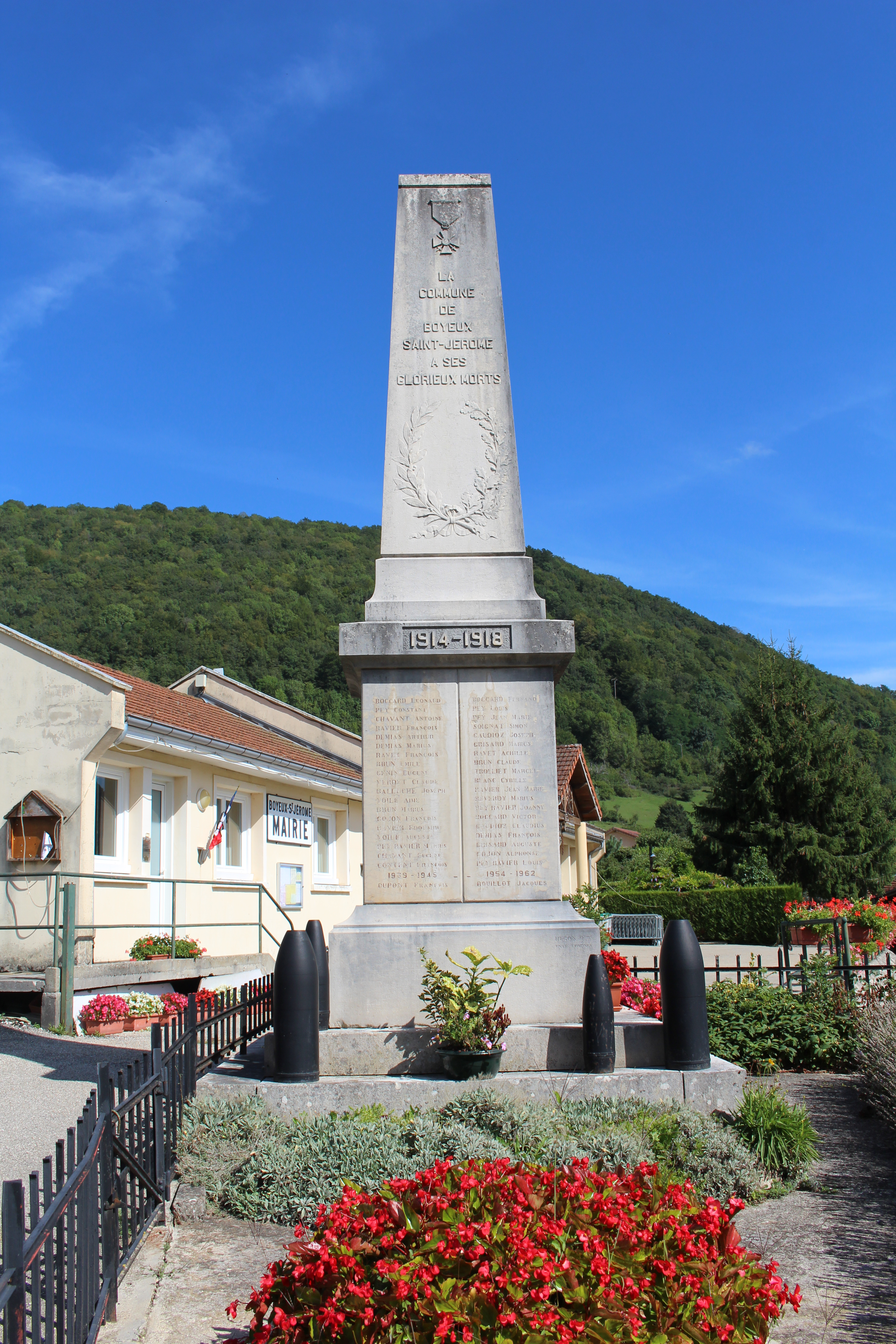
Gefallenendenkmal

## Wirtschaft und Infrastruktur
Boyeux-Saint-Jérôme war schon in der Vergangenheit durch die Landwirtschaft geprägt, und zwar vorwiegend durch den Weinbau. Auch heute zählt die Gemeinde 16 Winzer (Stand 2014, s. Website der Gemeinde), die Poulsard und Gamay anbauen und unter der geschützten Herkunftsbezeichnung Cerdon einen Rosé-Schaumwein produzieren. Die nicht im Weinbau Erwerbstätigen sind zumeist Pendler, die in den größeren Ortschaften der Umgebung ihrer Arbeit nachgehen.
Die Departementsstraße D12 verbindet die Gemeinde mit Jujurieux und dem Tal des Ain und führt weiter bis nach Saint-Martin-du-Frêne im östlich gelegenen Synklinaltal Combe du Val. Eine weitere Straße führt aus der Mulde von Saint-Jérôme nach Nivollet-Montgriffon und über den Pass Col du Cendrier nach Corlier.
Anschlüsse an das regionale Autobahnnetz bestehen in Pont-d’Ain (A42) und Saint-Martin-du-Frêne (A40) in jeweils etwa 20 Kilometer Entfernung.